# مشاع چهار رضاآباد
مشاع چهار رضاآباد یک منطقهٔ مسکونی در ایران است که در دهستان رودبار (رودبار جنوب) واقع شده‌است. مشاع چهار رضاآباد ۸۶ نفر جمعیت دارد.